# Parlement de Guinée équatoriale
IXe législature de la Chambre des députés
IIIe législature du Sénat
Le Parlement de Guinée équatoriale (en espagnol : Parlamento de Guinea Ecuatorial ; en portugais : Parlamento da Guiné Equatorial) est l'organe législatif bicaméral de Guinée équatoriale. 
Sa chambre basse est la Chambre des députés, et sa chambre haute, le Sénat. Toutes deux sont renouvelées entièrement lors des élections parlementaires, tous les cinq ans.

## Histoire

### De 1968 à 2013
Le parlement est jusqu'en 2013 de forme monocamérale. Établi en 1968 par la première constitution de la Guinée équatoriale indépendante, il se nomme alors « Assemblée de la République ». En 1973, avec l'entrée en vigueur d'une nouvelle constitution, le parlement est renommé en « Assemblée nationale populaire ».
À la suite du coup d'État de 1979, menant à la prise de pouvoir par Teodoro Obiang Nguema Mbasogo, une constitution est de nouveau rédigée et promulguée en 1982. Le parlement est alors nommé « Chambre des représentants du peuple », nom qu'il conserve à la promulgation de la constitution de 1991,.

### Depuis 2013
En 2011, à la suite d'une révision constitutionnelle approuvée par référendum, le parlement devient bicaméral avec l'ajout du Sénat. La mise en place de la nouvelle chambre est effective à la suite des élections parlementaires de 2013.

## Système électoral
La Chambre des députés est composée de 100 députés élus pour cinq ans selon un mode de scrutin proportionnel à liste bloquées dans sept circonscriptions plurinominales correspondant aux provinces de la Guinée équatoriale, avec un seuil électoral de 10 %.
Le Sénat est, pour sa part, composé de 70 sénateurs dont 55 élus pour cinq ans selon un mode de scrutin proportionnel à liste bloquées dans dix-neuf circonscriptions plurinominales, avec un seuil électoral de 10 %. Les 15 autres sénateurs sont nommés pour une même durée de mandat par le président de la République. Peuvent également s'ajouter à ces 70 sénateurs jusqu'à 3 anciens présidents, membres de plein droit.
Le vote n'est pas obligatoire,.